# Terrella

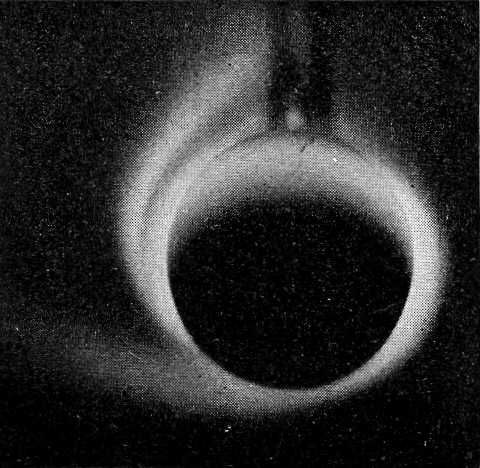
Namagnesowana terrella Kristiana Birkelanda. W tym eksperymencie zarejestrował dwie spirale, które według niego mogły być odpowiednikiem mgławicy spiralnej.

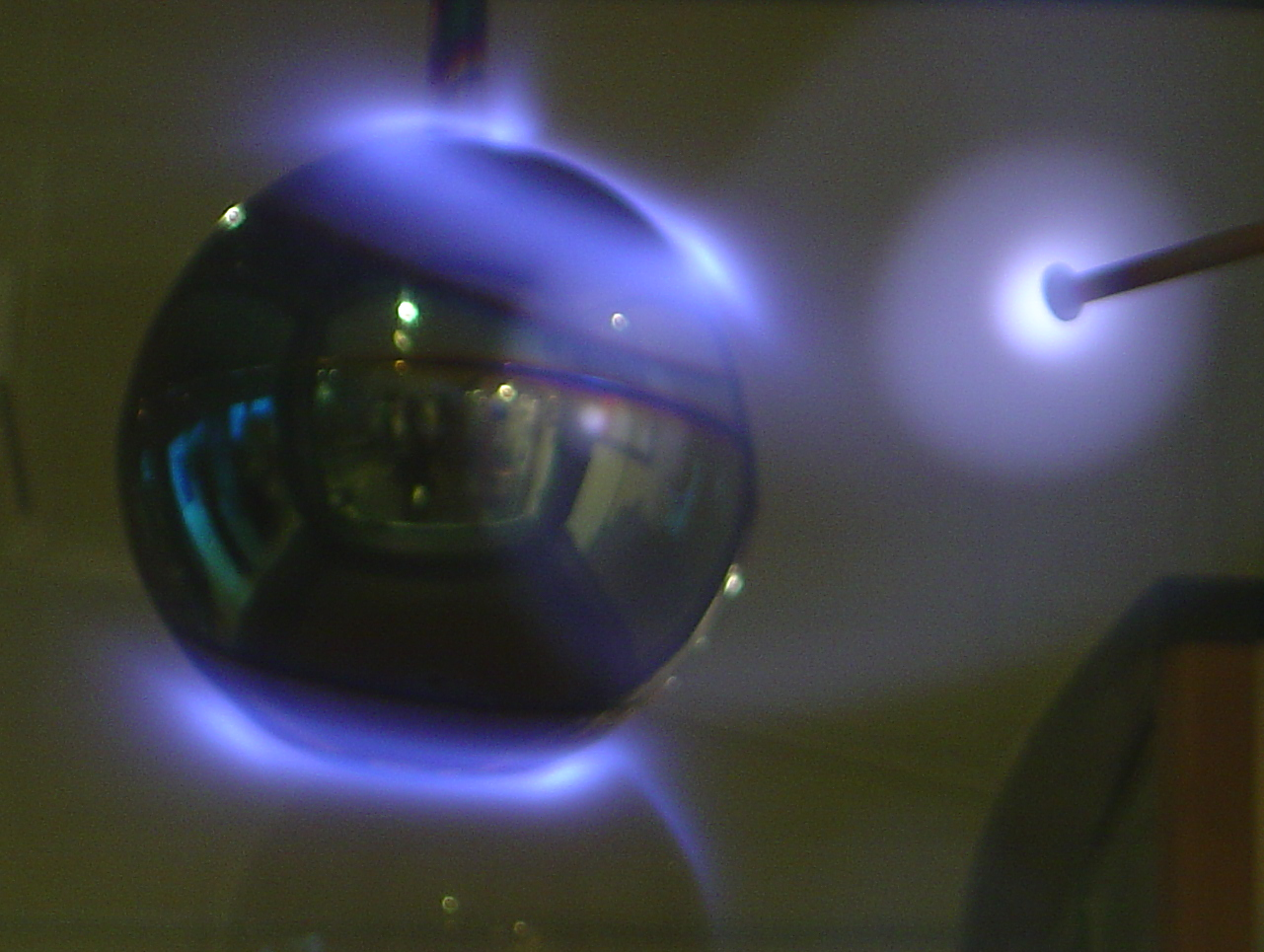
Przykład terrelli podczas eksperymentu

Terrella (z łaciny mała ziemia) – mały, namagnesowany model Ziemi, którego wynalezienie przypisuje się angielskiemu fizykowi Williamowi Gilbertowi podczas jego badań nad magnetyzmem, o 300 lat później został rozwinięty przez norweskiego naukowca i odkrywcę Kristiana Birkelanda, podczas jego badań nad zorzą polarną.
Terrella była używana do późnych lat XX wieku w celu symulowania ziemskiej magnetosfery, obecnie została zastąpiona przez symulacje komputerowe.

## Terrella Williama Gilberta

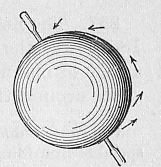
Terrella Williama Gilberta

William Gilbert, fizyk królewski królowej Elżbiety I, poświęcił większość swojego czasu i środków na badanie ziemskiego magnetyzmu. Od wieków było wiadomo, że swobodnie pozostawiona igła kompasu wskazywała północ. Wcześniejsi badacze (w tym Krzysztof Kolumb) zauważyli, że czasami odchylała się ona jednak od prawdziwej północy, a Robert Norman pokazał, że siła kierująca igłą nie jest horyzontalna, lecz skośna do Ziemi.
William Gilbert zaproponował wyjaśnienie, że ziemia sama jest wielkim magnesem i zademonstrował to budując przeskalowany model magnetycznej Ziemi, "terrellę", sferę zbudowaną z magnetytu. Przesuwając kompas w jej pobliżu, wykazał, że kompas ustawiony w poziomie będzie wskazywał jej "północ", podczas gdy swobodna igła zawieszona na poziomej osi, prostopadłej do linii pola, wykazuje prawidłową inklinację magnetyczną pomiędzy kierunkiem pola a poziomem. Gilbert później spisał swoje odkrycia w pracy De Magnete, Magneticisque Corporibus, et de Magno Magnete Tellure, opublikowanej w 1600.

## Terella Kristiana Birkelanda

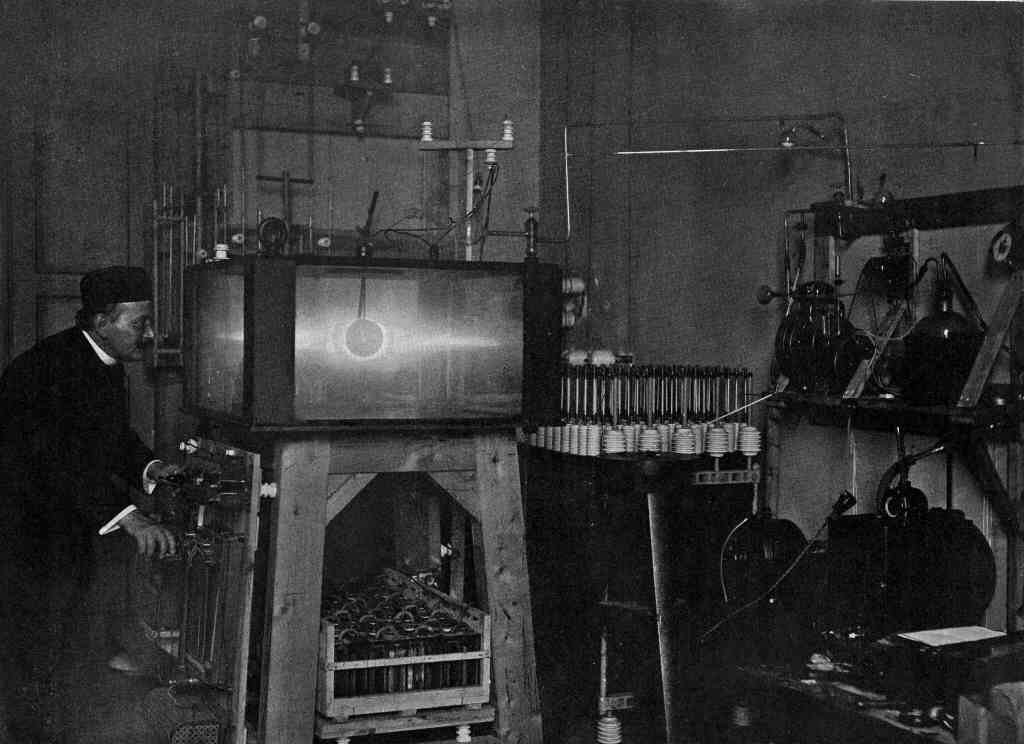
Kristian Birkeland i jego eksperyment z namagnetyzowaną terrellą, który doprowadził go do przypuszczenia, że naładowane cząsteczki reagują z polem magnetycznym Ziemi, powodując zorzę.

Kristian Birkeland był norweskim fizykiem, który około roku 1895 próbował zrozumieć, dlaczego zorze polarne pojawiają się tylko w obszarach podbiegunowych.
Zasymulował ten efekt używając "terrelli", sfery w zbiorniku próżniowym, ku której skierował wiązki promieni katodowych, zidentyfikowanych później jako elektrony. Odkrył, że faktycznie powodują one świecenie w okolicach biegunów terrelli. Z powodu pozostałego w zbiorniku gazu, świecenie znaczyło również drogę naładowanych cząstek. Ani on, ani jego asystent Carl Størmer (który obliczył owe ścieżki) nie rozumieli, dlaczego zorza omija pobliże samych biegunów. Obecnie wiemy, że ma to związek z początkiem zorzowych elektronów, które jest wewnątrz Ziemskiej magnetosfery. Birkeland wierzył, że elektrony przybywają ze Słońca, skoro okresy aktywności zórz były połączone z aktywnością plam słonecznych.
Birkeland skonstruował szereg terrelli. Jeden duży eksperyment z terrellą został zrekonstruowany w Tromsø, w Norwegii.

## Inne terrelle
Niemiecki baron Carl Reichenbach (1788–1869) eksperymentował z terrellą. Użył elektromagnesu, umieszczonego wewnątrz pustej sfery z żelaza i w ciemności poddawał ją elektryfikacji pod różnymi kątami. Baron nazywał swój żelazny glob "terrellą" lub "małą ziemią".
W Szwecji, około 1950 roku, Brunberg i Dattner używali terrelli do symulowania trajektorii cząstek w ziemskim polu. W Związku Radzieckim, około 1972 roku, Podgorny zbudował terrellę, na którą kierowano strumień plazmy, symulując wiatr słoneczny. Hafiz-Ur Rahman na Uniwersytecie Kalifornijskim przeprowadził bardziej realistyczne eksperymenty około roku 1990.
Eksperymenty takie są trudne do interpretacji i nie można w nich przeskalować wszystkich parametrów niezbędnych do symulowania ziemskiej magnetosfery, dlatego obecnie zostały całkowicie zastąpione symulacjami komputerowymi.